# دیگو پاراس
دیگو پاراس (انگلیسی: Diego Parras؛ زادهٔ ۱۵ نوامبر ۱۹۹۵) بازیکن فوتبال اهل اسپانیا است.
از باشگاه‌هایی که در آن بازی کرده‌است می‌توان به باشگاه فوتبال لاس پالماس اشاره کرد.